# Steven Wood
Steven Wood (n. 17 martie 1961, Brisbane, Queensland, Australia – d. 23 noiembrie 1995, Brisbane, Queensland, Australia) a fost un caiacist ce a reprezentat Australia, medaliat olimpic. A participat la 2 ediții ale Jocurilor Olimpice (1988, 1992) în care a câștigat o medalie de bronz.